# A Bad Dream
Singles de Keane
Try Again
(2007) The Night Sky
(2007)
Pistes de Under the Iron Sea
Leaving So Soon? Hamburg Song
A Bad Dream est une chanson du groupe de rock britannique Keane, parue sur leur album Under the Iron Sea. C'est le cinquième single de cet album et il est sorti en janvier 2007.